# Ellen Wong
Ellen Wong (Scarborough, Toronto, Ontario, 31 de mayo de 1985) es una actriz canadiense, conocida por su papel como Knives Chau en la película Scott Pilgrim vs. the World.

## Vida y carrera
Wong nació en el distrito de Scarborough, Toronto, Ontario, de padres camboyanos de origen chino. Wong comenzó a actuar en el teatro de la comunidad para asistir al L'Amoreaux Collegiate Institute y trabajó en diversos puestos en el área de producción de televisiva a desde los 14 años.   Más tarde estudió artes televisivas y de radio en la Universidad de Ryerson. Wong continuó actuando y mientras actuaba en el Ryerson en 2005, obtuvo un papel en la serie de televisión This Is Wonderland seguida por Runaway al año siguiente.
Wong también estudia taekwondo, pero tuvo que dejar las competencias pera dedicar tiempo a la actuación.  su conocimiento en artes marciales le ayudó a conseguir el papel de Knives Chau en Scott Pilgrim vs. the World en octubre de 2009.   Audicionó para el papel tres veces. En su segunda audición el director Edgar Wright se sorprendió al descubrir que tenía un cinturón verde en taekwondo y se sintió intrigado por ver a esta "jovencita de rostro dulce como un rudo agente secreto".
Wong comentó que el papel de Knives Chau le llamó la atención porque " no todos los días como mujer asiática tienes la oportunidad de ver un papel, que otorgue tanto gran poder, amplitud y que sea tan importante en la historia como un todo".  Antes de Scott Pilgrim vs. the World, Wong apareció en la serie de televisión Unnatural History.
En 2011, Wong obtuvo un papel como la enfermera Suzy Chao en la serie televisiva de Global/ABC Combat Hospital.  En enero de 2012, fue nominada para un Premio ACTRA como Actuación Sobresaliente por su trabajo al interpretar a una inmigrante ilegal transportada a través del océano en un contenedor en el cortometraje Silent Cargo.  En febrero de 2012, Wong obtuvo un papel en la precuela de Sex and the City, The Carrie Diaries, interpretando a  Jill  "The Mouse" Thompson,  la mejor amiga de Carrie en la escuela secundaria, la cual es descrita como pragmática, brillante y muy leal.
En abril de 2012 anunció que se había unido al elenco de Silent Night, un remake de la película de terror de 1984 Silent Night, Deadly Night.

## Filmografía
| Año       | Título                      | Personaje         | Observaciones                                            |
| --------- | --------------------------- | ----------------- | -------------------------------------------------------- |
| 2005      | This Is Wonderland          | Amy Li            | Serie para la televisión; episodio #2.5                  |
| 2006      | Runaway                     | Macy              | Serie para la televisión; episodio: "End Game"           |
| 2010      | Unnatural History           | Hoshi             | Serie para la televisión; episodio: "Heart of a Warrior" |
| 2010      | Scott Pilgrim vs. the World | Knives            |                                                          |
| 2011      | Silent Cargo                | Daiyu             | Cortometraje                                             |
| 2011      | Combat Hospital             | Mayor Suzy Chao   | Serie para la televisión; 12 episodios                   |
| 2012      | Silent Night                | Brenda            |                                                          |
| 2013-2014 | The Carrie Diaries          | Jill "Mouse" Chen | personaje principal, serie de TV The CW                  |
| 2017      | The Void                    | Kim               |                                                          |
| 2017      | GLOW                        | Jenny Chey        | Personaje secundario, serie de TV Netflix                |